# Hoću tebe
Hoću tebe je sedmi album hrvatske pjevačice Nede Ukraden koji je 1985. godine objavila diskografska kuća Jugoton.

## Spisak pjesama
1. "Zora je" (Đorđe Novković – Marina Tucaković – Mato Došen)
2. "Zlato moje, zlatane" (Đorđe Novković – Marina Tucaković – Mato Došen)
3. "Nisi ti bio za mene" (Đorđe Novković – Zrinko Tutić – Mato Došen)
4. "Brat" (Đorđe Novković – Katarina Naglov Šoškić – Mato Došen)
5. "Obećao si sve" (Đorđe Novković – Rajko Šimunović/Zrinko Tutić – Mato Došen)
6. "Medeni" (Đorđe Novković – Zrinko Tutić – Mato Došen)
7. "Ne boj se dušo" (Đorđe Novković – Zrinko Tutić – Mato Došen)
8. "Samo je nebo iznad nas" (Đorđe Novković – Zrinko Tutić – Mato Došen)
9. "Prva ljubav" (Đorđe Novković – Zoran Bašić/Zrinko Tutić – Mato Došen)
10. "Ne volim ni tvoje ime" (Đorđe Novković – Katarina Naglov Šoškić – Mato Došen)

## O albumu
Njen najveći hit "Zora je" (koja je doživjela i više internacionalnih verzija) je pomogla da se album proda u više od 500.000 primjeraka. To je prvi album na čijem stvaranju nije sudjelovao Rajko Dujmić.

## Vanjske poveznice
- Discogs.com –  Neda Ukraden: "Hoću tebe"